# Drupina lobata
Espèce
Synonymes
- Drupa (Drupina) lobata (Blainville, 1832)
- Drupa lobata (Blainville, 1832)
- Purpura lobata Blainville, 1832

L'espèce Drupina lobata est une espèce de mollusque gastéropode appartenant à la famille des Muricidae.

## Description et caractéristiques
- Longueur : 3 cm.

## Habitat et répartition
- Répartition : océan Indien et ouest de l’océan Pacifique.